# Jaded (film, 1998)
Pour les articles homonymes, voir Jaded.
Pour plus de détails, voir Fiche technique et Distribution.
Jaded est un film américain réalisé et coécrit par Caryn Krooth, sorti en 1998.

## Synopsis
Megan Harris (Carla Gugino), est retrouvée inconsciente et nue allongée sur une plage. Il est supposé que Meg a été violée. Une détective locale (Aida Turturro) commence l'enquête et découvre que Meg a été violée par deux femmes.

## Fiche technique
- Titre : Jaded
- Réalisation : Caryn Krooth
- Scénario : Wendy Olinger et Caryn Krooth
- Société de production : City Block Productions
- Pays d'origine :  États-Unis
- Format : couleur
- Durée : 95 minutes
- Date de sortie : 1998

## Distribution
- Carla Gugino : Megan "Meg" Harris
- Richard Bright : Zack Brown
- Robert Knepper : Freddy
- Donna Mitchell : Joyce
- Peter McRobbie : Dr Mancuso
- Aida Turturro : Helen Norwich
- Catherine Dent : Lisa Heller
- Christopher McDonald : Jack Carlson
- Rya Kihlstedt : Patricia "Pat" Long
- Anna Levine : Alexandra "Alex" Arnold
- Danny Aiello III : Kurt Arnold
- Daniel McDonald : Bart
- Kevin Flood : Earl
- Lorraine Toussaint : Carol Broker
- Frankie Faison : Henry Broker